# Melibe papillosa
Melibe papillosa (de Filippi, 1867) è un mollusco nudibranchio della famiglia Tethydidae.